# Arques Industries
Pour les articles homonymes, voir Arques.
Gigaset AG (anciennement Arques Industries AG) est une entreprise allemande spécialisée dans les équipements de télécommunications.
Arques Industries est une société d'investissement dans des entreprises en transition. 
Arques restructure et développe ces entreprises, principalement acquises dans le cadre de spin-offs, afin de dégager un rendement positif lors de leur revente. 
Les actifs détenus sont notamment Gigaset Communications (ancienne filiale téléphonie de Siemens AG) depuis 2008. La société d'imprimerie Arquana, a été constituée en 2005 par Arques Industries à la suite du rachat d'une dizaine d'imprimeries européennes en difficulté. Arquana a fait faillite en 2008.